# Tamba ochreistriga
Tamba ochreistriga là một loài bướm đêm trong họ Noctuidae.